# غاري إيفانز
غاري إيفانز (بالإنجليزية: Gary Evans) هو قاتل متسلسل أمريكي، ولد في 7 أكتوبر 1954 في تروي في الولايات المتحدة، وتوفي في 14 أغسطس 1998 في نيويورك في الولايات المتحدة بسبب سقوط.

## وصلات خارجية
- غاري إيفانز على موقع إن إن دي بي (الإنجليزية)